# China Zorrilla

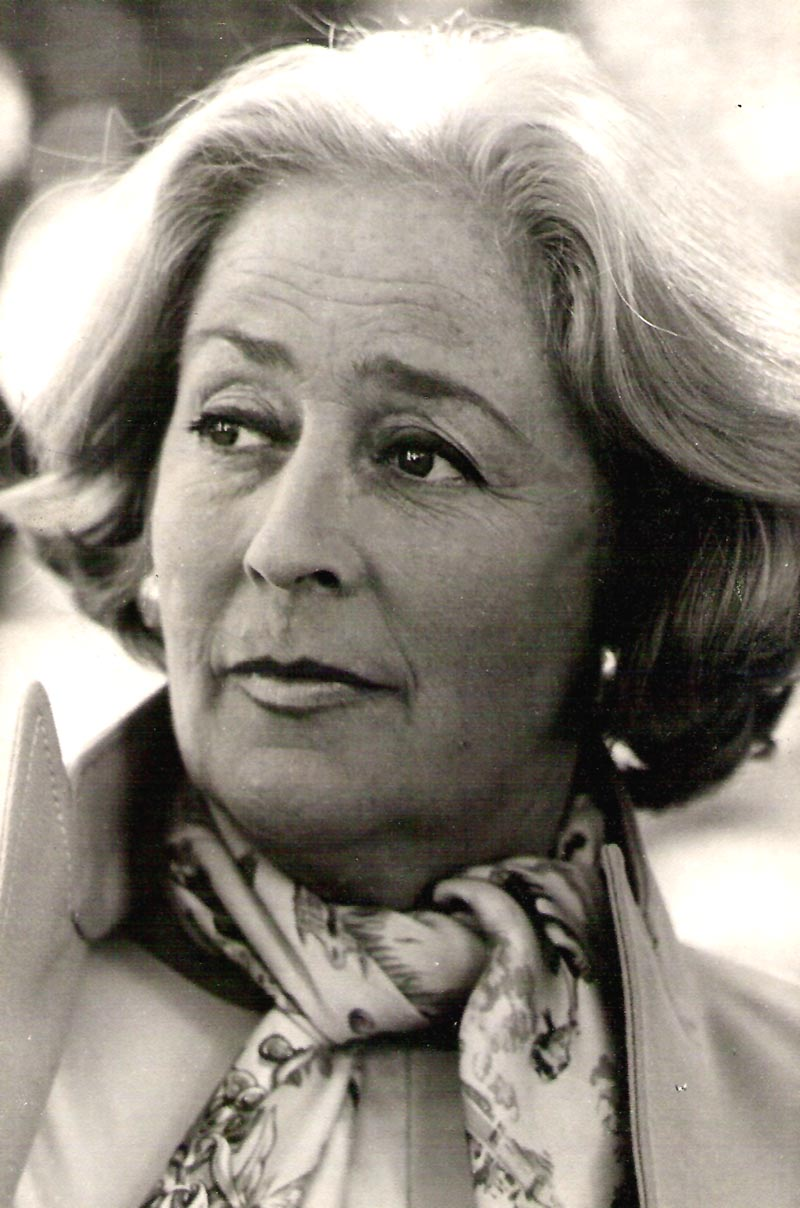
China Zorrilla (1973)

China Zorrilla (* 14. März 1922 als Concepción Zorrilla de San Martin in Montevideo, Uruguay; † 17. September 2014 ebenda) war eine uruguayische Schauspielerin und Regisseurin.

## Leben

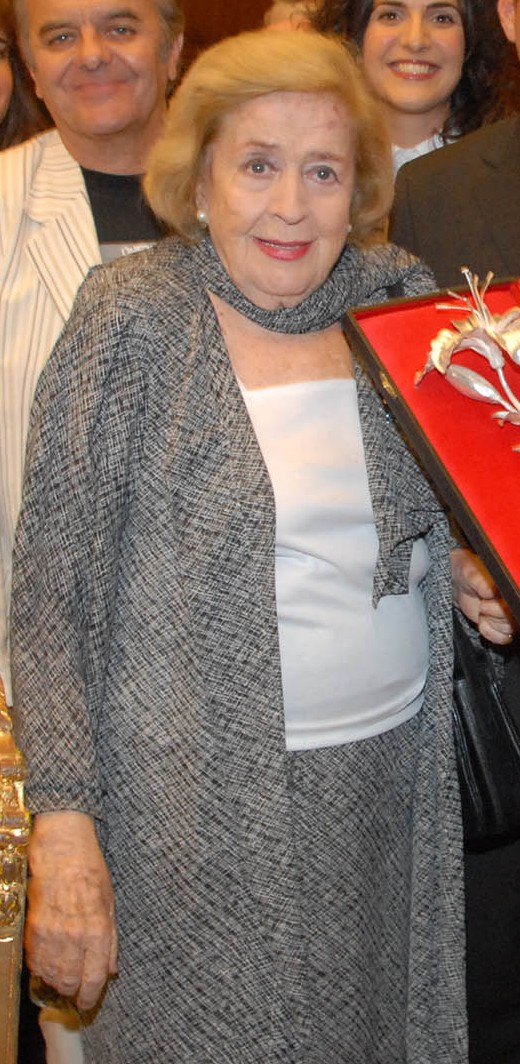
China Zorrilla (2008)

China Zorrilla war die Tochter des Bildhauers José Luis Zorrilla de San Martín (1891–1975) und die Enkelin des Dichters Juan Luis Zorrilla de San Martín (1855–1931). Ihre Kindheit verbrachte sie in Paris, wo ihr Vater als Schüler von Antoine Bourdelle arbeitete. Ihre schauspielerische Tätigkeit begann sie in der Theatergruppe Ars Pulcra der Asociación de Estudiantes y Profesionales Católicos. 1946 zog sie nach London, wo sie ermöglicht durch das British Council Stipendiumnis 1948 an der Royal Academy of Dramatic Art bei Katina Paxinou studierte. Auf der Bühne der Comedia Nacional, deren Ensemble sie nach ihrer Rückkehr nach Uruguay bis 1958 angehörte, agierte sie im montevideanischen Teatro Solís mit den legendären Margarita Xirgu, Armando Discépolo und Orestes Caviglia. Sie wirkte in über 80 Stücken mit.
Für drei Jahre kehrte sie dann 1958 nach Europa zurück. Im Jahr 1961 gründete sie das Teatro de la Ciudad de Montevideo (TCM) mit Antonio Larreta und Enrique Guarnero und unternahm damit Reisen nach Buenos Aires, Paris und Madrid. Für deren Stück Porfiar hasta morir von Lope de Vega erhielt das Ensemble in Madrid den spanischen Kritiker-Preis. Nachdem China Zorrilla sich 1964 in New York niedergelassen hatte, erfolgte ihre vorübergehende, vier Jahre währende Abkehr vom Theater. Ein weiterer Umzug nach Buenos Aires im Jahre 1971 führte gleichzeitig in den Beginn ihrer Filmkarriere.

### Rollen
Zorrilla war eine der großen Schauspielerinnen Südamerikas im klassischen Rollenfach (Shakespeare, Lope de Vega, Molière, Tirso de Molina, Bluthochzeit von Garcia Lorca, Mutter Courage und ihre Kinder von Brecht, Paul Claudel, Luigi Pirandello, La Folle de Chaillot, La Celestina, La Voix Humaine von Jean Cocteau, Die Möwe von Anton Pawlowitsch Tschechow, Eduardo De Filippo, Ferenc Molnár, Peter Ustinov usw.), auch als Emily Dickinson (Emily), als Mrs. Patrick Campbell, als Victoria Ocampo in Evita und Victoria, in Noël Coward Komödie Hay Fever, The Road to Mecca von Athol Fugard, und im Teatro Colón als Perséphone von Igor Strawinsky war sie zu sehen.

### Regie
Als Theaterregisseurin inszenierte sie Lost in Yonkers (Neil Simon), Arlecchino (Carlo Goldoni), Ein Inspektor kommt und als Opernregisseur Ein Maskenball (Verdi, SODRE), La Bohème (Puccini, SODRE) und Der Barbier von Sevilla (Rossini) und arbeitete in Lima, Santiago, La Paz, Quito, Caracas, Bogotá, New York, Miami, Tel Aviv, San Juan, Puerto Rico und beim Festival Grec in Barcelona. Dafür wurde sie mit dem Orden de Mayo der argentinischen Regierung und dem Gabriela Mistral Orden der chilenischen Regierung ausgezeichnet. Sie war „Illustrious Citizen“ in Buenos Aires, Montevideo und anderen argentinischen Städten; zwei Theater tragen ihren Namen. 2008 wurde sie von der französischen Regierung zum Ritter der Ehrenlegion ernannt. China Zorrilla lebt in Buenos Aires.
Am 30. Dezember 2012 wurde zunächst vermeldet, dass sich China Zorrilla mit einer Lungenentzündung in kritischem Gesundheitszustand im Krankenhaus Asociación Española in Montevideo befindet, nachdem sie kurz zuvor in die uruguayische Hauptstadt zurückgekehrt war, um sich endgültig dort niederzulassen. El País berichtete dagegen, Zorrilla sei mit „Verdauungsproblemen“ im Krankenhaus Asociación Española in Montevideo stationär behandelt worden. Einige Wochen zuvor hatte sie die Arbeiten am Buch A mí me aplauden des Schriftstellers Diego Fischer beendet, dass die neueste Biographie der Schauspielerin darstellt. Sie verstarb letztlich am 17. September 2014 in einem Krankenhaus der uruguayischen Hauptstadt an einer chronisch obstruktiven Lungenerkrankung, nachdem sie erneut drei Tage zuvor mit Lungenentzündung dort eingeliefert worden war.

## Filmografie (Auswahl)

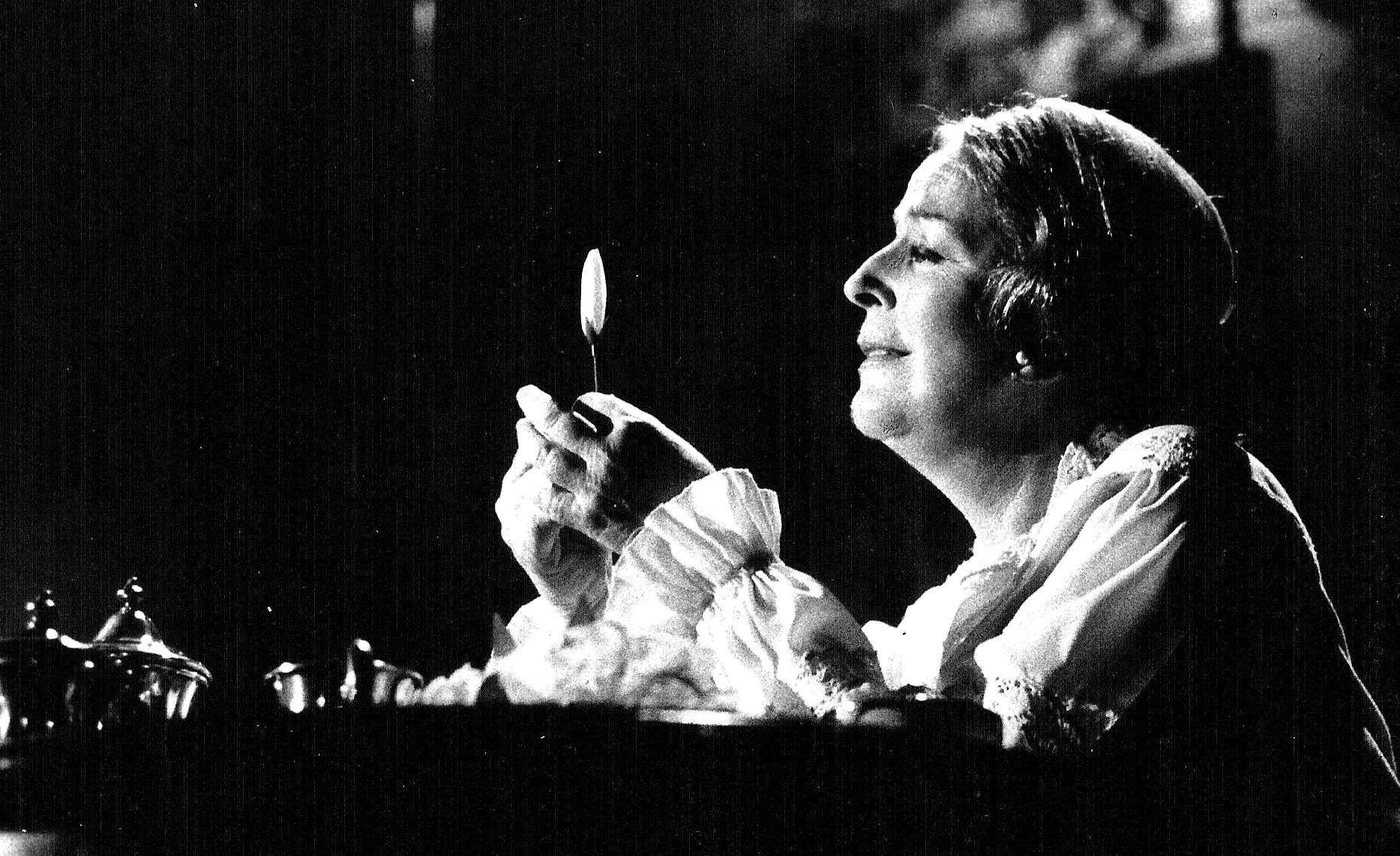
Als Emily Dickinson

| - 1971: Un Guapo del 900 - 1971: El Tobogán - 1972: La Maffia - 1972: Heroína - 1973: Pobre diabla - 1973: Las Venganzas de Beto Sánchez - 1973: Mi hombre sin noche - 1974: La Tregua - 1975: Triángulo de cuatro - 1975: Piel naranja - 1975: Los Gauchos judíos - 1975: Las Sorpresas - 1982: Señora de nadie | - 1982: Últimos días de la víctima - 1982: Pubis Angelical - 1982: La Invitación - 1984: Darse cuenta - 1985: Contar hasta diez - 1985: Esperando la carroza - 1986: Poor Butterfly - 1989: Nunca estuve en Viena - 1991: El Verano del potro - 1991: Dios los cría - 1992: La Peste - 1992: Cuatro caras para Victoria | - 1994: Guerriers et captives - 1995: La Nave de los locos - 1996: Lola Mora - 1996: La salud de los enfermos - 1996: Besos en la frente - 1997: Entre la sombra y el alma - 1997: El Arcángel - 1997: Sin querer - 2001: Las Amantes - 2003: Margarita Xirgu, la desterrada - 2004: Conversaciones con mamá - 2004: Mujeres asesinas - 2005: Elsa & Fred (Elsa y Fred) - 2007: Tocar el cielo |

## Auszeichnungen
- Premio Fondo Nacional de las Artes.
- Mención de Honor Domingo Faustino Sarmiento 2010[4]
- 1981 Premio Konex, Fundación Konex Argentina
- 1985 Cóndor de Plata, Darse Cuenta - Asociación de Cronistas Cinematográficos de Argentina.
- 1985 Premio mejor actriz Darse cuenta en el Festival de Cine de La Habana (Cuba)
- 1991 Premio Konex, Fundación Konex Argentina
- 2001 Mención especial, fundación Konex Argentina.
- 2002 Cóndor de Plata, Asociación de Cronistas Cinematográficos de Argentina.
- 2003 Premio Ace de Oro, Sociedad de Cronistas del espectáculo.
- 2003 Premio Trinidad Guevara
- 2003 Premio Florencio Sánchez
- 2003 Premio María Guerrero
- 2003 Premio Martin Fierro, APTRA
- 2004 Premio Mejor Actriz, (Beste Hauptdarstellerin) Filmfestspiele Moskau für Conversaciones con mamá.
- 2004 Premio Mejor Actriz, (Beste Hauptdarstellerin) Festival Internacional de Cine de Málaga für Conversaciones con mamá.
- 2005 Premio Cóndor de Plata, Asociación de Cronistas Cinematográficos de Argentina.
- 2005 Premio Clarín Mejor Actriz (Beste Hauptdarstellerin) für Elsa & Fred
- 2006 Premio CEC, Elsa & Fred
- 2006 Premio Martin Fierro, APTRA
- 2006 Cóndor de Plata, Elsa & Fred – Asociación de Cronistas Cinematográficos de Argentina
- 2006 Premio Gloria – Festival de Cine Latino (Chicago) (Beste Hauptdarstellerin)
- 2007 Premio Clarín
- 2009 Premio Estrella de Mar de Oro

Ein Fährschiff trägt ihren Namen.